# أناتولي أنتونوفيتش ياتسكوف
أناتولي أنتونوفيتش ياتسكوف (الروسية: Яцков, Анатолий Антонович) (و. 1913 – 1993 م) هو دبلوماسي من الاتحاد السوفيتي، والإمبراطورية الروسية، وروسيا، ولد في بيلهورود دنيستروفسكيي، توفي في موسكو، عن عمر يناهز 80 عاماً.

## جوائز
حصل على جوائز منها:
- وسام ثورة أكتوبر
- وسام النجمة الحمراء
- وسام الراية الحمراء من حزب العمال
- بطل الاتحاد الروسي